# Tribulus ochroleucus
Tribulus ochroleucus är en pockenholtsväxtart som först beskrevs av René Charles Maire, och fick sitt nu gällande namn av Ozenda & Quezel. Tribulus ochroleucus ingår i släktet tiggarnötter, och familjen pockenholtsväxter. Inga underarter finns listade i Catalogue of Life.